# کریس وبر
کریس وبر (انگلیسی: Chris Webber؛ زاده ۱ مارس ۱۹۷۳) یک بازیکن بسکتبال اهل ایالات متحده آمریکا است.